# Predator (1987.)
Predator je američki znanstveno-fantastični akcijski film iz 1987. godine kojeg je režirao John McTiernan.
Radnja prati elitni tim specijalnih snaga američke vojske kojeg vodi bojnik Alan "Dutch" Schaefer (Schwarzenegger) u misiji spašavanja talaca (ministara tamošnje vlade) iz ruku lokalnih gerilaca u džungli Centralne Amerike. Ono što ne znaju, je da su istovremeno lovina izvanzemaljskog čovjekolikog stvorenja sposobnog za međuzvjezdana putovanja i opremljenog naprednom tehnologijom (plazma oružje, aktivna nevidljiva kamuflaža, mogućnost gledanja u infracrvenom spektru). Predator je pripadnik neimenovane okrutne ratničke rase koja lovi agresivne, opasne i/ili naoružane pripadnike drugih civilizacija zbog inicijacije, športa i trofeja u obliku njihovih očišćenih lubanja.
Prvotni naslov scenarija kojeg su 1985. napisali braća Jim i John Thomas zvao se The Hunter (Lovac). Vizualne efekte vanzemaljskog stvorenja osmislio je oskarovac Stan Winston, što mu je donijelo još jednu nominaciju za Oskara u toj kategoriji. Snimljena su i dva nastavka, Predator 2 (1990.) i Predatori (2010.).

## Radnja
Film otvara ulazak misterioznog svemirskog broda u Zemljinu atmosferu, a zatim se fokusira na obalu Gvatemale gdje prati šestočlanu vojnu spasilačku ekipu koju predvodi Dutch, bivši pripadnik Zelenih beretki. Dobivaju zadatak da lociraju srušeni helikopter tamošnje vlade i oslobode ministra iz zatočeništva lokalne gerile. Po zapovijedi nadređenih pridružen im je Dillon (Weathers), CIA agent koji je svojevremeno bio Dutchev ratni drug u Vijetnamu. Pod okriljem noći transportirani su helikopterima u blizinu mjesta pada, iz kojih se užadima spuštaju na tlo u dubini džungle.
Kad se razdani, pronalaze olupinu srušenog helikoptera, i počinju pratiti tragove koji ih dovode do nekoliko mrtvih tijela obješenih naglavačke i oderane kože. Prema nađenim identifikacijskim pločicama Dutch iznenađeno saznaje da su to njegovi bivši suborci iz Zelenih beretki. Uskoro nailaze na dobro utvrđeni pobunjenički kamp kojeg uvježbanom akcijom razaraju ne ostavljajući preživjele osim jedne žene, imenom Anna koju uzimaju sa sobom kao zarobljenika. Dutch je ogorčen saznanjem da je akcija spašavanja bila samo paravan za uništenje kampa, nakon što mu Dillon prizna da su oderani leševi ostaci prethodne neuspjele misije spašavanja. 
Krećući se kroz nepristupačnu i teško prohodnu džunglu, nastoje doprijeti do točke izvlačenja odakle će ih helikopterima prevesti u bazu na sigurno. Iz daljine ih prati nepoznato biće koristeći infracrvenu termografiju. Nakon što dvojica članova tima budu misteriozno ubijeni, ostali postanu svjesni činjenice da ih netko ili nešto vreba iz džungle. Anna ih upoznaje s lokalnom legendom o stvorenju koje lovi ljude kao trofeje. Usprkos hrabrim pokušajima da mu uđu u trag te postavljanju raznih konvencionalnih i improviziranih zamki, članovi tima bivaju ubijeni jedan po jedan, sve dok ne preostanu samo Dutch i Anna. Shvativši da stvorenje ubija samo naoružane, ranjeni Dutch šalje nenaoružanu Annu prema točki izvlačenja, i uspijeva tijesno izmaknuti stvorenju (dvonožnom maskiranom vanzemaljcu kojeg glumi 220 cm visoki Kevin Peter Hall). Otkriva da ga je spasilo blato u kojem se bježeći valjao i koje je sakrilo njegov termalni otisak. 
Dutch uz pomoć džungle, noža i dvije preostale granate improvizira razna oružja i zamke, maskira se blatom i poziva stvorenje nastojeći ga namamiti u jednu od zamki. Ono ubrzo dolazi i nakon Dutchovih početnih uspjeha iz zasjede, zarobljava ga. Stvorenje odbacuje svoje elektroničko naoružanje i masku koja omogućuje termalni pogled, pokazujući svoje čudovišno lice, te izaziva Dutcha na konačni obračun. Nakon što ga je nadmoćni protivnik brutalno premlatio i satjerao u kut, Dutch uspijeva aktivirati protu-uteg jedne od zamki (teški komad debla) koji pada na stvorenje i smrtno ga ranjava. Kad umiruće stvorenje Dutch upita "Što si, do vraga, ti?" ono neljudskim glasom odgovara istim protupitanjem i smijući se aktivira mehanizam za samouništenje na svojoj podlaktici. Dutch bježi u zaklon dok snažna eksplozija uništava stvorenje i okolnu džunglu. Pojavljuje se spasilački helikopter s Annom, izvlači Dutcha i upućuje se prema bazi.

## Glavne uloge
- Arnold Schwarzenegger - bojnik Alan "Dutch" Schaefer; američki vojni plaćenik, nekadašnji pripadnik Zelenih beretki.
- Carl Weathers - George Dillon; Dutch bivši kolega, sada agent CIA-e, poslan zajedno s Dutchovim timom.
- Elpidia Carrillo - Anna; gerilka koju hvataju Dutchovi vojnici.
- Bill Duke - Mac Eliot; Blainov bliski prijatelj s kojim je služio u Vijetnamu.
- Jesse Ventura - Blain Cooper; Macov prijatelj iz vremena vijetnamskog rata.
- Sonny Landham - Billy Sole; indijanski tragač.
- Richard Chaves - Jorge "Poncho" Ramirez
- Shane Black - Rick Hawkins; radio operater i tehnički stručnjak.
- R. G. Armstrong - general-bojnik Homer Phillips; vojni koordinator i organizator misije koji je sastavio vojni tim.
- Kevin Peter Hall - Predator; pripadnik izvanzemaljske ratničke rase koja lovi agresivne pripadnike drugih rasa radi sportske zabave.

## Vanjske poveznice
- Predator (1987) na Internet Movie Databaseu (engl.)